# Шкёлен
Шкёлен (нем. Schkölen) — город в Германии, в земле Тюрингия. 
Входит в состав района Заале-Хольцланд.  Население составляет 2684 человека (на 31 декабря 2010 года). Занимает площадь 53,30 км². Официальный код  —  16 0 74 116.
Город подразделяется на 15 городских районов.

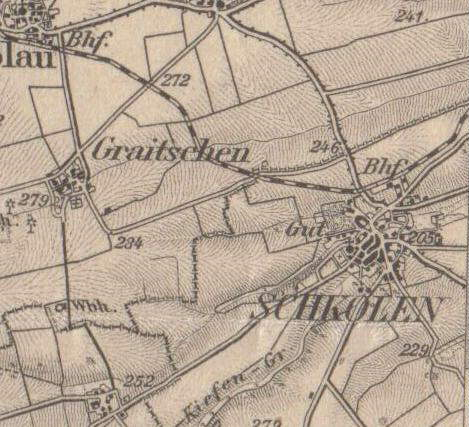
Шкёлен